# Mussulo (município)
Mussulo é uma cidade e município angolano que se localiza na província de Luanda.
Anteriormente um distrito urbano e comuna do município de Belas, sob o nome "Benfica e Mussulo", em 5 de setembro de 2024 foi elevada a condição de cidade e município da província de Luanda.
O município é constituído apenas pela comuna-sede.

## Geografia
É a divisão administrativa responsável pelo cordão-litoral e península do Mussulo e pelas ilhas da baía do Mussulo, sendo a ilha da Cazanga (ou ilha dos Padres), o ilhéu dos Pássaros, a ilha do Desterro e a ilha da Quissanga.